# Démocratie délibérative
Ne doit pas être confondu avec Démocratie participative.

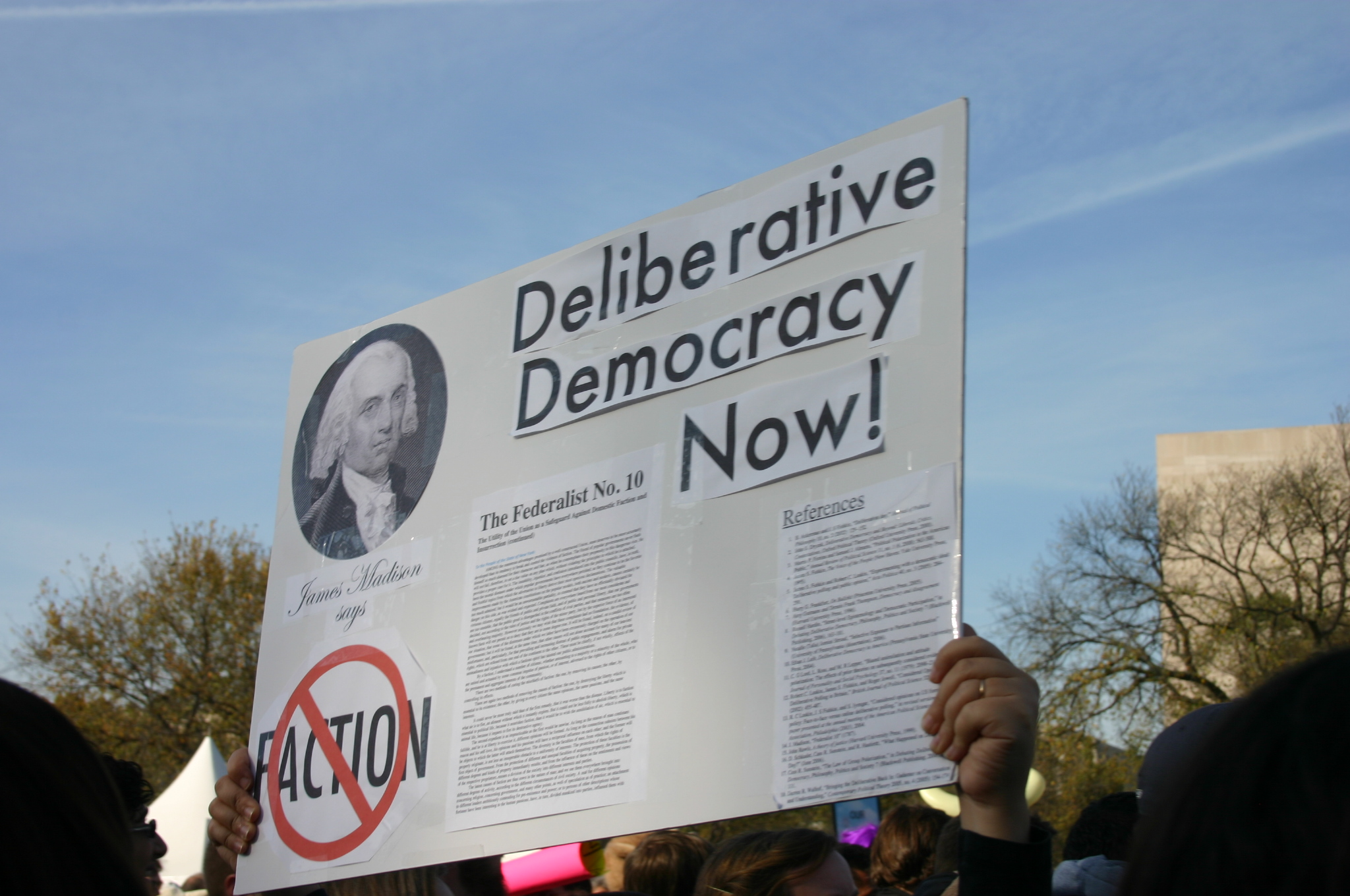
Appel à l'instauration d'une démocratie délibérative.

L'idée principale de la démocratie délibérative, inspirée par les théories de John Rawls et de Jürgen Habermas, est qu'une décision politique est réellement légitime lorsqu’elle procède de la délibération publique de citoyens égaux. Par rapport à la démocratie participative, elle met l’accent sur l’exigence de débats argumentés entre les citoyens.
La démocratie délibérative est de plus en plus utilisée comme complément à la démocratie représentative. Comme exemples récents d'application de la démocratie délibérative, citons la Convention constitutionnelle irlandaise (ICC), les commissions délibératives (Belgique) ou encore la Convention citoyenne pour le climat (France).
Un exemple plus ancien est celui des caucus organisés aux États-Unis pour désigner les candidats aux présidentielles dans certains États comme l'Iowa, par opposition à une simple primaire où le vote a lieu sans délibération.
La démocratie délibérative désigne un ensemble de théories et de pratiques qui placent la délibération publique — argumentée, informée et inclusive — au cœur de la légitimation des décisions collectives. Popularisée par des auteurs comme Jürgen Habermas, Jane Mansbridge (en) ou John Dryzek (en), elle s’inscrit à la fois dans la philosophie politique et l’analyse des institutions contemporaines.
Au-delà du débat parlementaire et des consultations classiques, la démocratie délibérative s’est incarnée empirquement dans des dispositifs variés — deliberative polling, jurys citoyens, assemblée de citoyens — mobilisant souvent le tirage au sort pour garantir l’égalité de participation et la diversité des points de vue.
Les comparaisons internationales et la littérature de synthèse (OCDE ; Oxford Handbook) ont documenté une « vague délibérative » et proposé des principes de bonne pratique ainsi que des voies d’institutionnalisation durable de ces dispositifs, leurs bénéfices et leurs limites.

## Histoire
La prise de décision basée sur le consensus, similaire à la démocratie délibérative, a été observée à différents degrés et sous diverses formes à travers le monde depuis des millénaires. L'exemple ancien le plus souvent évoqué de démocratie délibérative est celui de la démocratie athénienne, apparue en Grèce au cours du VIe siècle avant J.-C. La démocratie athénienne était à la fois délibérative et largement directe : certaines décisions étaient prises par des représentants, mais la plupart étaient directement prises par « le peuple ». La démocratie athénienne a pris fin en 322 avant J.-C. Certains dirigeants du XVIIIe siècle, en plaidant pour une démocratie représentative, mentionnaient l'importance de la délibération parmi les représentants élus,.
Les premières recherches sur la démocratie délibérative sont apparus à la fin du vingtième siècle. D’après le Professeur Stephen Tierney, l’article scientifique qui aborde en premier l’idée de démocratie délibérative est celui de John Rawls en 1971 : Théorie de la justice. L’invention du terme « démocratie délibérative » est souvent crédité à Joseph M. Bessette dans son ouvrage de 1980, Deliberative Democracy: The Majority Principle in Republican Government,.

## Principe
L’échange discursif entre les citoyens doit permettre de faire partager des conceptions du bien commun différentes et de faire ainsi entrer en jeu le pluralisme inhérent aux sociétés contemporaines. Aussi, l’échange d’arguments raisonnés et capables de convaincre les autres est censé apporter un gain de rationalité à la prise de décision finale. En effet, les préférences des citoyens peuvent à travers la discussion s’affirmer ou se modifier selon les arguments avancés. Les préférences deviennent réfléchies, à la fois dans le sens où elles sont exprimées devant d’autres citoyens qui par la possibilité d’y répondre par oui ou par non les renvoient à leurs premiers émetteurs, et encore, par cet effort collectif de réflexion qui assure la réflexion personnelle du citoyen lui-même.
Selon Hervé Pourtois, la condition d'argumentation, c'est-à-dire le processus qui vise à choisir le meilleur argument en faveur d'une thèse, et la condition de participation, qui permet de faire reconnaître différents points de vue moraux sur une question, sont essentielles à l'idéal de la démocratie délibérative. En effet, pour lui, l’origine des désaccords vient moins des différences de valeurs entre membres du groupe que des différences de signification des pratiques sociales. Sur ce point il se place d’ailleurs en désaccord avec John Rawls, pour lequel l’identité et les valeurs des acteurs de la délibération ont un impact majeur sur la prise de décision.
Selon Jon Elster,il reste possible de distinguer trois types de théories politiques selon la place qu’elles accordent au marché, c’est-à-dire où les individus arrivent avec leur préférences données et ne se livrent plus qu’à des négociations et des marchandages, et au forum, où les individus semblent disposés à voir leurs préférences initiales modifiées suite aux arguments des autres participants pour aller in fine vers le bien commun. Les 3 types de théorie listées ci-après vont progressivement du marché vers le forum. La première considère que la vie politique n’est que négociations entre des intérêts privés, l’État ayant pour charge de préserver les droits élémentaires de chacun. Elle peut en pratique se faire au détriment du choix de la meilleure solution du point de vue du bien public (du style : « je vote pour ton gymnase si tu votes pour mon école »). La deuxième considère que la vie politique est un mixte de négociation et de communication entre les individus en vue de rechercher le bien public. La troisième valorise la participation en tant que telle des citoyens à la discussion publique.

## Enjeux
La démocratie délibérative a d’abord pour enjeu d’assurer une forme de participation des citoyens ordinaires à la discussion d’enjeux collectifs, de produire du jugement public au travers d’une discussion collective réunissant des acteurs d’origines différentes. Ce dispositif délibératif est grandement valorisé dans le discours politique, mais il n’est pas toujours pris aux sérieux dans l’action publique et garde pour la quasi-totalité un caractère consultatif.
La démocratie délibérative cherche également à remédier à certains inconvénients de la démocratie représentative, notamment la désinformation et le monopole des fonctions politiques par une élite formée.

## Qualité de la délibération
La multiplication des recherches empiriques sur la délibération depuis le début des années 2000, portant notamment sur ses conditions procédurales, a conduit à s’intéresser aux travaux de psychologie sociale sur la dynamique des groupes. Selon Julien Talpin, « des effets de domination symbolique sont ainsi mis en avant, les groupes pouvant se polariser, s’orientant vers l’opinion initialement majoritaire dans le groupe ».

## Propositions politiques
En 2004, Bruce Ackerman et James S. Fishkin (en) publient Deliberation Day, ouvrage dans lequel ils proposent l'instauration d'une journée dédiée à des réunions de délibération à travers tout le pays, lors de chaque processus électoral national. Le livre est publié en français en 2024 sous le titre Éveiller la raison publique, pour une journée de la délibération.

## Institutionnalisation des mini-publics
Au-delà des expérimentations ponctuelles, plusieurs travaux analysent les voies d’institutionnalisation des « mini-publics » (assemblées de citoyens tirés au sort) au sein des systèmes politiques. Dimitri Courant distingue notamment différentes dimensions (temps, sources de légitimité, répartition du pouvoir) et propose une typologie de modèles institutionnels en tension — de la consultation « apprivoisée » à des formes plus ambitieuses comme une « cléocratie représentative » ou des architectures hybrides.
Dans une perspective de politiques publiques, l’OCDE recense et illustre « huit manières » d’ancrer durablement ces dispositifs (assemblées permanentes, panels récurrents, couplages avec des procédures décisionnelles, etc.).

### Le «modèle irlandais»
L’Irlande est souvent citée pour la succession de mini-publics adossés à des référendums (Convention on the Constitution 2012–2014, Citizens’ Assembly 2016–2018, etc.). La littérature souligne cependant qu’il s’agit moins d’un « modèle » exportable tel quel que d’une séquence contingente, liée à des contextes et des choix de design spécifiques (mandats, articulation avec les institutions, calendrier référendaire).
Des travaux de synthèse (The Oxford Handbook of Deliberative Democracy) et les rapports de l’OCDE replacent ce cas dans une « vague délibérative » plus large et discutent les conditions de transposition,.

### En Belgique
La Belgique est également citée comme terrain pionnier de la démocratie délibérative. L’initiative du G1000 (2011) a rassemblé un échantillon de citoyens tirés au sort pour délibérer sur des thèmes politiques majeurs, et a été analysée comme une expérience emblématique de mini-public.  
Depuis 2019, la communauté germanophone de Belgique (Ostbelgien) a mis en place un dispositif institutionnalisé : un Conseil citoyen permanent et des assemblées de citoyens thématiques tirées au sort, adossés au Parlement. Ce modèle est fréquemment présenté comme l’une des innovations les plus abouties en matière d’institutionnalisation délibérative en Europe,.

### En France
En France, plusieurs expérimentations de démocratie délibérative par tirage au sort ont été organisées à différentes échelles.  
Parmi les plus connues figure la Convention citoyenne pour le climat (2019-2020), convoquée par le CESE sur demande présidentielle. Elle a produit 149 propositions, dont certaines ont inspiré des mesures législatives, même si leur reprise a été jugée partielle.  
D’autres dispositifs plus locaux ou thématiques se sont multipliés, comme les « conférences citoyennes » régionales (ex. Île-de-France 2019), les jurys citoyens organisés par certaines collectivités ou les panels nationaux du Conseil national du numérique.  
Dans ses travaux, le chercheur Dimitri Courant souligne que la France illustre à la fois un engouement pour ces formes de participation et une difficulté d’institutionnalisation durable : les dispositifs sont souvent ponctuels, dépendants de la volonté politique et peu liés aux instances représentatives.

## Bonnes pratiques et approche systémique
Les comparaisons internationales mettent en avant des principes de conception (pluralisme des expertises, transparence, inclusion, indépendance, suivi des recommandations) pour garantir la qualité délibérative et la confiance.
Dans la théorie, l’« approche systémique » propose d’évaluer la démocratie délibérative à l’échelle de l’écosystème (institutions, publics, médias, mini-publics, etc.) plutôt qu’à l’aune d’un seul dispositif.

## Critiques
La démocratie délibérative fait face à de nombreuses critiques, fondées sur l’idée que la discussion, dans un contexte d’inégalités sociales structurelles, ne peut être qu’un faux-semblant dissimulant la domination. Cette idée est présente chez des auteurs féministes comme Iris Marion Young ou Lynn Sanders, qui considèrent que les groupes les plus puissants sont avantagés dans les processus de délibération,. Pour certains philosophes comme Alain Badiou ou Chantal Mouffe, l’essence conflictuelle de la politique ne permet pas une résolution par la simple discussion, : « On ne discute pas avec une opinion radicalement autre, on peut tout au plus la combattre ».
La remise en cause de l’idéal délibératif est fondée sur plusieurs arguments :
- L’argument de l’irréalisme : il semble difficile de réunir les conditions matérielles à l’instauration d’une discussion égalitaire.
- L’argument de l’effet pervers : certaines forme de délibérations peuvent renforcer le sentiment d’exclusion si tous ne peuvent y participer ou si la discussion n’est pas égalitaire.
- L’argument de la manipulation symbolique : la délibération apparaît comme une manœuvre stratégique de la part des autorités qui a rarement d’impact réel sur les décisions.
- L’argument (anthropo)logique : l’idéal délibératif nécessite que les acteurs de la discussion soient rationnels, à l’écoute et exempts de passions, ce qui n’est pas réaliste.
- L’argument psychosociologique : la discussion ne favoriserait pas le plus souvent le consensus mais au contraire contribuerait à polariser les opinions[34],[35].

### Ouvrages et synthèses générales
- Jürgen Habermas, Droit et démocratie. Entre faits et normes, Paris, Gallimard, 1997 (ISBN 978-2070733521)
- (en) Jane Mansbridge, Beyond Adversary Democracy, University of Chicago Press, 1983 (ISBN 978-0226503554)
- (en) The Oxford Handbook of Deliberative Democracy, Oxford University Press, 2018 (ISBN 978-0198747369, lire en ligne)
- (en) John S. Dryzek, Foundations and Frontiers of Deliberative Governance, Oxford University Press, 2010 (ISBN 978-0199562947)
- (en) James S. Fishkin, Democracy When the People Are Thinking: Revisiting Deliberative Polling, Oxford University Press, 2018 (ISBN 978-0198820291)
- Loïc Blondiaux, Le nouvel esprit de la démocratie. Actualité de la démocratie participative, Seuil, 2008 (ISBN 978-2-02-096675-7)
- (en) Hélène Landemore, Open Democracy: Reinventing Popular Rule for the Twenty-First Century, Princeton University Press, 2020 (ISBN 978-0691181998)

### Rapports et guides (comparaisons internationales)
- (en) « Innovative Citizen Participation and New Democratic Institutions: Catching the Deliberative Wave », sur OECD, 10 juin 2020 (consulté le 13 août 2025)
- (en) « Eight Ways to Institutionalise Deliberative Democracy », sur OECD Public Governance Policy Papers, 14 décembre 2021 (consulté le 13 août 2025)
- (en) « Good Practice Principles for Deliberative Processes for Public Decision Making », sur OECD, 2021 (consulté le 13 août 2025)

### Articles évalués / chapitres académiques
- (en) Jane Mansbridge, James Bohman, Simone Chambers, Thomas Christiano, Archon Fung, John Parkinson, Dennis F. Thompson et Mark E. Warren, « A systemic approach to deliberative democracy », Deliberative Systems: Deliberative Democracy at the Large Scale, Cambridge University Press,‎ 2012, p. 1–26 (lire en ligne)
- (en) Dimitri Courant, « Citizens’ Assemblies for Referendums and Constitutional Reforms: Is There an “Irish Model” for Deliberative Democracy? », Frontiers in Political Science, vol. 2,‎ 2021 (DOI 10.3389/fpos.2020.591983, lire en ligne)
- (en) Dimitri Courant, « Institutionalizing Deliberative Mini-Publics? Issues of Legitimacy and Power for Randomly Selected Assemblies in Political Systems », Critical Policy Studies,‎ 2022 (DOI 10.1080/19460171.2021.2000453, lire en ligne)
- (en) The Deliberative Democracy Handbook (2nd ed.), Jossey-Bass/Wiley, 2022 (ISBN 978-0787976613)

### Ouvrages dirigés et chapitres
- Le tirage au sort au XXIᵉ siècle, Presses de l’Université de Bruxelles, 2019 (ISBN 978-2807392908)
- Démocratie délibérative et transition écologique : La convention citoyenne pour le climat, Éditions de l’Aube, 2024 (ISBN 978-1836120018)
- (en) Deliberative Democracy and Ecological Transition: The French Citizens' Convention for Climate, Agenda Publishing, 2025 (ISBN 978-1836690061)
- (en) Dimitri Courant (dir.), « Sortition and Democratic Principles: A Comparative Analysis », dans Legislature by Lot: Transformative Designs for Deliberative Governance, Verso, 2019 (ISBN 978-1788736121)

### Travaux liés au tirage au sort (FR)
- Le tirage au sort au XXIᵉ siècle, Presses de l’Université de Bruxelles, 2019 (ISBN 978-2807392908)
- Démocratie délibérative et transition écologique : La convention citoyenne pour le climat, Éditions de l’Aube, 2024 (ISBN 978-1836120018)
- (en) Deliberative Democracy and Ecological Transition: The French Citizens' Convention for Climate, Agenda Publishing, 2025 (ISBN 978-1836690061)
- (en) Dimitri Courant (dir.), « Sortition and Democratic Principles: A Comparative Analysis », dans Legislature by Lot: Transformative Designs for Deliberative Governance, Verso, 2019 (ISBN 978-1788736121)